# Jean Wauters
Jean Wauters (Molenbeek-Saint-Jean, 25 novembre 1906 – Anderlecht, 14 aprile 1989) è stato un ciclista su strada belga, professionista dal 1930 al 1937.
Grande specialista di classiche sia delle ardenne che del pavé, non ottenne vittorie di assoluto prestigio. Fra i numerosi piazzamenti conseguiti si ricordano i terzi posti nei Giri del Belgio 1931 e 1935, i secondi posti alla Parigi-Roubaix 1934 e al Campionato di Zurigo 1936, e i quinti posti nell'ultima edizione del Grand Prix Wolber nel 1931 e nella Bordeaux-Parigi 1936.

## Palmarès
- 1933 (Thomann-Dunlop, una vittoria)

Parigi-Lilla
- 1934 (Thomann-Dunlop, una vittoria)

Bruxelles-Jupille
- 1935 (Alcyon-Dunlop, Helyett-Hutchinson, una vittoria)

Parigi-Brasschaat

### Altri successi
- 1930 (Daring-Alix, una vittoria)

Criterium di Chimay
- 1934 (Thomann-Dunlop, una vittoria)

Dwars door 't Pajottenland (Criterium)

## Piazzamenti

### Grandi Giri
- Tour de France

1932: 17º
1933: ritirato
1934: 31º

### Classiche monumento
- Parigi-Roubaix

1930: 27º
1931: 18º
1932: 47º
1933: 40º
1934: 2º
1936: 6º
- Giro delle Fiandre

1933: 15º
1935: 11º
1936: 9º
1937: 8º
- Liegi-Bastogne-Liegi

1927: 8º
1928: 5º
1930: 5º
1931: 6º
1936: 23º